# Kwalitologia
Kwalitologia – interdyscyplinarna dziedzina wiedzy, zajmująca się wszelkimi zagadnieniami dotyczącymi jakości.
Kwalitologia dzieli się na kwalitologię teoretyczną i kwalitologię stosowaną, czyli inżynierię jakości.
Najistotniejsze działy metodyczne kwalitologii to:
- kwalitowerystyka - metody wartościowania (ilościowego określania) poziomu jakości,
- kwalitonomia - badanie stanów, struktury i zmienności składowych czynników jakości,
- kwalitoprognostyka - metody planowania i prognozowania jakości,

Ważniejsze zastosowania kwalitologii:
- społeczne - badania wymagań dotyczących ludzi, społeczeństw i procesów społecznych
- przyrodnicze - badania sprawności organizmów żywych, procesów biologicznych
- techniczne - badania jakości surowców, wyrobów, osprzętu i procesów technicznych
- gospodarcze - badania jakości obiektów i procesów gospodarczych